# Ucsida Micuko
Ucsida Micuko a Brit Birodalom nagyasszonya (nemzetközileg ismert nevén Dame Mitsuko Uchida) (Atami, Sizuoka prefektúra, Japán, 1948. december 20. –) japán születésű, világhírű zongoraművésznő.

## Élete
Egy Tokió közeli tengerparti kisvárosban született. Tizenkét éves korában diplomata szüleivel Bécsbe költözött.
A Bécsi zene- és képzőművészeti egyetemen (Universität für Musik und darstellende Kunst Wien) Wilhelm Kempff és Stefan Askenase voltak a tanárai.
1969-ben a Bécsi nemzetközi Beethoven versenyen első, 1970-ben a Frédéric Chopin versenyen pedig második helyezést ért el. 1975-ben, második lett a leedsi nemzetközi zongoraversenyen (Leeds International Piano Competition).
A velencei La Fenice színpadán 1975-ben Robert Schumann zongorára és zenekarra írt koncsertóját játszotta, 1999-ben a velencei Scuola Grande di San Giovanni Evangelistán lépett fel, 2003 pedig ugyanott a Teatro Malibranban Beethoven három szonátáját adta elő.
Mozart, Beethoven, Schubert és Chopin műveinek avatott tolmácsolója.
Felvette Mozart összes zongoraszonátáját (amellyel Gramophone Awardot nyert) és zongorakoncsertóját az Angol Kamarazenekar közreműködésével és Jeffrey Tate vezényletével.
A bécsi második iskola (Wiener Schule (Moderne)) műveit is nagy átéléssel tolmácsolja.
Felicity Lott-tal a Cleveland Orchestra 2005–2006-os évadján szerepelt.
A Marlboro Music School and Festival művészeti vezetője.
Férjével Londonban él.

## Diszkográfia
- Beethoven, Conc. pf. n. 1-5/Var. do min. WoO 80 - Uchida/Sanderling/Bayer. RSO, 1994/1998 Philips
- Beethoven, Son. pf. n. 28, 29 - Uchida, 2007 Philips
- Beethoven, Son. pf. n. 30-32 - Uchida, 2005 Philips
- Debussy, Studi n. 1-12 - Uchida, 1989 Philips
- Mozart, Son. pf. complete - Uchida, 1991 Philips
- Mozart, Conc. pf. n. 5, 6, 8, 9, 11-27 - Uchida/Tate/ECO, 1985/1990 Philips
- Mozart, Conc. pf. n. 9, 21 - Uchida/Cleveland Orch., 2012 Decca
- Mozart, Conc. pf. n. 17, 25 - Uchida/Cleveland Orch., 2016 Decca
- Mozart, Conc. pf. n. 18, 19 - Uchida, 2014 Decca
- Mozart, Conc. pf. n. 20, 27 - Uchida/Cleveland Orch., 2010 Decca
- Mozart, Conc. pf. n. 23, 24 - Uchida/Cleveland Orch., 2008 Decca - a legjobb komolyzenei szólista zenekarral (Grammy) 2011
- Mozart, Grandi conc. per pf. vol. 1 - Uchida/Tate/ECO, Philips
- Mozart, Grandi conc. per pf. vol. 2 - Uchida/Tate/ECO, 1987/1989 Philips
- Mozart, Grandi conc. per pf. vol. 3 - Uchida/Tate/ECO, Philips
- Mozart, Son. pf. n. 1-18 - Uchida, 2001 Philips
- Mozart, Son. vl. e pf. K. 303, 304, 377, 526 - Uchida/Steinberg, 2004 Decca
- Mozart Berg, Seren. K. 361 Gran partita/Kammerkonzert - Uchida/Boulez/Tetzlaff, 2008 Decca
- Schoenberg Berg Webern, Conc. pf. op. 42/Pezzi pf. op. 11, 19/Var. op. 27 - Uchida/Boulez/Cleveland Orch., 1998/2000 Philips
- Schubert, Mitsuko Uchida plays Schubert - Uchida, 1997/2001 Philips
- Schumann, Kreisleriana/Carnaval - Uchida, 1994 Philips
- Schumann, Waldszenen/Son. per pf. n. 2/Gesänge der Frühe - Uchida, 2013 Decca
- Schumann Berg, Liederkreis op.24/Frauenliebe und Leben/7 Lieder - Röschmann/Uchida, 2015 Decca

### DVD & Blu-Ray-felvételei
- Mozart, Conc. pf. n. 13, 20 - Uchida/Camerata Salzburg, regia Horant H. Hohlfeld, 2001, Deutsche Grammophon

## Fordítás
- Ez a szócikk részben vagy egészben  a   Mitsuko Uchida című olasz Wikipédia-szócikk ezen változatának fordításán alapul.  Az eredeti cikk szerkesztőit annak laptörténete sorolja fel. Ez a jelzés csupán a megfogalmazás eredetét és a szerzői jogokat jelzi, nem szolgál a cikkben szereplő információk forrásmegjelöléseként.